# Circonscriptions législatives des Hauts-de-Seine
Le département français des Hauts-de-Seine compte 13 circonscriptions législatives. Chacune élit un député à l'Assemblée nationale.

## Liste des circonscriptions
- La première circonscription est composée des cantons de : Canton de Colombes-Nord-Est, Canton de Colombes-Nord-Ouest, Canton de Gennevilliers-Nord, Canton de Gennevilliers-Sud, Canton de Villeneuve-la-Garenne.
- La 2e circonscription est composée des cantons de : Canton d'Asnières-sur-Seine-Nord, Canton d'Asnières-sur-Seine-Sud, Canton de Colombes-Sud.
- La 3e circonscription est composée des cantons de : Canton de Bois-Colombes, Canton de Courbevoie-Nord, Canton de Courbevoie-Sud, Canton de la Garenne-Colombes.
- La 4e circonscription est composée des cantons de : Canton de Nanterre-Nord, Canton de Nanterre-Sud-Est, Canton de Nanterre-Sud-Ouest, Canton de Suresnes.
- La 5e circonscription est composée des cantons de : Canton de Clichy, Canton de Levallois-Perret-Nord, Canton de Levallois-Perret-Sud.
- La 6e circonscription est composée des cantons de : Canton de Neuilly-sur-Seine-Nord, Canton de Neuilly-sur-Seine-Sud, Canton de Puteaux.
- La 7e circonscription est composée des cantons de : Canton de Garches, Canton de Rueil-Malmaison, Canton de Saint-Cloud.
- La 8e circonscription est composée des cantons de : Canton de Meudon (qui ne se confond pas avec la superficie de la ville de Meudon)[1], Canton de Sèvres, canton de Chaville.
- La 9e circonscription est composée des cantons de : Canton de Boulogne-Billancourt-Nord-Est, Canton de Boulogne-Billancourt-Nord-Ouest, Canton de Boulogne-Billancourt-Sud (partie).
- La  10e circonscription est composée des cantons de : Canton de Boulogne-Billancourt-Sud (partie), Canton d'Issy-les-Moulineaux-Est, Canton d'Issy-les-Moulineaux-Ouest (comprenant la partie nord-est de Meudon non comprise dans la 8e circonscription)[1], Canton de Vanves.
- La 11e circonscription est composée des cantons de : Canton de Bagneux, Canton de Malakoff, Canton de Montrouge.
- La 12e circonscription est composée des cantons de : Canton de Châtillon, Canton de Clamart, Canton de Fontenay-aux-Roses, Canton du Plessis-Robinson.
- La 13e circonscription est composée des cantons de : Canton d'Antony, Canton de Bourg-la-Reine, Canton de Châtenay-Malabry, Canton de Sceaux.